# Île Perley
Pour les articles homonymes, voir Perley.
L'île Perley est une île inhabitée dans la région de Qikiqtaaluk dans le territoire fédéral de Nunavut au Canada. C'est l'une des 24 îles qui composent l'archipel d'Ottawa, situé dans la partie est de la baie d'Hudson.
Les autres îles à proximité comprennent l'île Booth, l'île Bronson, l'île Eddy, l'île J. Gordon, l'île Pattee et l'île Gilmour.